# DFB-Pokal der Frauen 1984-1985
La DFB-Pokal der Frauen 1984-1985 è stata la quinta edizione della Coppa di Germania riservata alle squadre di calcio femminile. La finale si è svolta all'Olympiastadion di Berlino ed è stata vinta dal FSV Francoforte, al suo primo titolo nel torneo, superando le avversarie del KBC Duisburg ai tiri di rigore dopo che i tempi supplementari si erano conclusi in parità con una rete per parte. 

## Primo Turno
Le gare di andata si sono svolte il 1 e il 2 settembre 1984, quelle di ritorno il 7 ottobre 1984.
| Squadra 1                  | Risultato | Squadra 2              |
| -------------------------- | --------- | ---------------------- |
| Weiskirchen                | 2 - 4     | Bayern Monaco          |
| Klinge Seckach             | 8 - 1     | Schorndorf             |
| Bremer TS Neustadt         | 1 - 2     | Lorbeer Rothenburgsort |
| VfL Wittekind Wildeshausen | 4 - 0     | TeBe Berlino           |
| Schalke 04                 | 0 - 1     | KBC Duisburg           |
| Bad Neuenahr               | 3 - 1     | Kaiserslautern         |
| Rot-Weiß Berrendorf        | 4 - 2     | ATSV Stockelsdorf      |
| FSV Francoforte            | 2 - 0     | Friburgo               |

## Quarti di finale
Le gare si sono svolte l'11 novembre 1984.
| Squadra 1              | Risultato | Squadra 2                  |
| ---------------------- | --------- | -------------------------- |
| Lorbeer Rothenburgsort | 0 - 3     | VfL Wittekind Wildeshausen |
| KBC Duisburg           | 2 - 0     | Rot-Weiß Berrendorf        |
| Bayern Monaco          | 3 - 2     | Bad Neuenahr               |
| FSV Francoforte        | 2 - 1     | Klinge Seckach             |

## Semifinali
Le gare si sono svolte l'8 aprile 1985.
| Squadra 1       | Risultato | Squadra 2                  |
| --------------- | --------- | -------------------------- |
| FSV Francoforte | 2 - 1     | VfL Wittekind Wildeshausen |
| KBC Duisburg    | 2 - 1     | Bayern Monaco              |

## Finale
| Arbitro: | Udo Horeis (Buchholz) |

|                             |                      |                                      |
| Koekkoek 25’                | Marcatori            | 52’ Offermann                        |
| Hamza Mantel Raith Unsleber | Tiri di rigore 4 – 3 | Thulke Reichler Frey Offermann Sager |